# 2013년 대한민국 남방큰돌고래 방사
2013년 대한민국 남방큰돌고래 방사는 불법포획된 남방큰돌고래 3마리를 제주도 김녕앞바다에서 자연으로 돌려보낸 일이다.

## 진행
제주특별자치도 서귀포시 중문관광단지 퍼시픽랜드에서는 어망에 걸린 돌고래들을 원래 방사해야 하는 것인데 불법으로 어민들에게 구입하여 돌고래쇼에 동원하였다. 한편 서울대공원은 이 곳에서 불법 포획된 돌고래를 1999년과 2002년, 2009년 각각 금등이·대포·제돌이를 구입 또는 교환 방식으로 들여왔다. 불법 포획 사실이 알려진 뒤 환경단체는 돌고래를 방사할 것을 촉구하였고, 한겨레는 2012년 3월 3일 기사 '제돌이의 운명' 기사를 통해 국내외 전문가의 말을 빌어 야생방사가 가능함을 주장했다. 열흘째인 3월12일 서울시는 전문가의 의견을 들어 나이가 젊고 사육된지 얼마 되지 않은 당시 13세 제돌이를 방사하기로 결정했다. 한편 퍼시픽랜드측에 대한 형사재판을 통해 돌고래의 몰수 판결이 내려졌고, 이 판결은 1심, 2심에서도 유지되어 2013년 3월28일 대법원에서 확정되었다. 몇몇 돌고래가 재판도중 폐사하였다. 4월 8일 돌고래가 몰수되었다. 몰수된 돌고래는 춘삼이(암컷·13세 추정)와 D-38(암컷·10∼12세 추정), 태산이(수컷·18세 추정), 복순이(암컷·15세 추정) 등 4마리였다. 춘삼이와 D-38은 건강이 양호해 동물자유연대가 책임을 지고 방사 의사를 표하여 제돌이와 함께 야생 방사를 하기로 했다. 나머지 2마리(태산이, 복순이)는 서울대공원으로 보냈다. 5월 11일에는 제돌이가 제주도로 옮겨졌다. 이후 성산항 가두리 양식장에서 야생적응훈련을 했다. 6월 22일 삼팔이는 파도가 부는 가운데 양식장을 탈출하였고 이후 야생 무리에 합류했음이 확인되었다. 7월 18일 오후 제돌이와 춘삼이는 자연의 품으로 돌아갔다. 제돌이에는 1번, 춘삼이에는 2번의 표식이 드라이아이스와 알코올을 이용하여 고통 없는 방법으로 새겨졌다.
이후 동물자유연대에서는 태산이와 복순이로 명명된 두 개체의 야생 적응을 위한 먹이사냥 훈련을 위해 활어 먹이 구입 비용 3백만원을 부담하는 등 태산이와 복순이의 야생 방사를 추진했다. 태산이와 복순이는 2015년 5월 14일 비행기와 무진동차량을 이용해 인천국제공항과 제주국제공항을 거쳐 제주시 조천읍 함덕리 정주항으로 옮겨졌다. 결국 동물자유연대와 해양수산부 등의 노력으로 태산이와 복순이를 2015년 7월 6일에 제주시 함덕해역 가두리에서 자연으로 방사했다. 7월 15일에 태산이와 복순이도 돌고래 무리에 합류한 사실이 확인되었다.
제돌이를 비롯한 남방큰돌고래의 야생 방사 과정을 다룬 논픽션 <잘있어, 생선은 고마웠어>가 2017년 5월15일 출판됐다.